# KkStB 206 sorozat
A Császári és Királyi Osztrák Államvasutak (kkStB) 206 sorozatú gyorsvonati gőzmozdonyai sokak szerint a Karl Gölsdorf által gyártott legszebb gőzmozdonyok voltak, amelyekből a Déli Vasút is több példányt állított forgalomba. Ez utóbbi társaság mozdonyainak egyes példányai a Duna–Száva–Adria Vasútnál (DSA) is tovább szolgáltak, és e vasút állami kezelésbe vételével a mozdonyok a Magyar Államvasutakhoz (MÁV) kerültek, ahol a 225,3 sorozatjelet kapták.

## Kifejlesztése
A kkStB az 1900-as évek első évtizedében tovább folytatta a 2'B tengelyelrendezésű gyorsvonati mozdonyok beszerzését. Bár a 6 és 106 sorozatú mozdonyok remekül beváltak, a vonatok terhelésének növekedése szükségessé tette a mozdonyok teljesítményének, ennek érdekében pedig elsősorban a kazán méreteinek növelését. A tervezést irányító Karl Gölsdorf ekkor tért haza angliai tanulmányútjáról, ahol nagy hatást gyakorolt rá az angol mozdonyok egyszerű, letisztult vonalvezetése. Ezért a 106 sorozatú mozdonyok átdolgozása során a mozdony külsejére is nagy hangsúlyt fektetett: igyekezett minden csővezetéket és kisebb szerelvényt a kazán burkolata alá és egyéb nem látható helyekre bújtatni, a nagy átmérőjű kapcsolt kerékpárokat íves sárhányólemezekkel kiemelni. A vezetőállás hosszát kicsit lerövidítette és az oldalsó kivágást az angol mozdonyokra jellemző nagyvonalú ívvel készítette el. E főbb stílusjegyek kisebb módosításokkal valamennyi későbbi Gölsdorf-tervezte mozdonyon feltűntek. Az új típus a 206 sorozatjelet kapta és első három példánya 1903-ban készült el a Bécsújhelyi Mozdonygyárban.

## Szerkezete
A 206 sorozatú mozdonyok tehát a 6 és 106 sorozatú mozdonyokkal azonos módon belső keretes, 2'B tengelyelrendezésű, azaz két, a keretbe ágyazott kapcsolt kerékpárral és előttük két, forgóvázba ágyazott futókerékpárral készült kéthengeres kompaund gépezetű, szerkocsis gőzmozdonyok voltak.
A 206.03 pályaszámú mozdony gépezetének átömlőcsövére (az ún. receiverére) kísérletképpen Gölsdorf saját fejlesztésű túlhevítőjét szerelték, melynek alapja az a megfontolás volt, hogy a nagynyomású hengerből kilépett lecsökkent nyomású és hőmérsékletű gőzzel újra energiát közöljenek. A kísérletek azonban nem hoztak kielégítő eredményt, így a további példányok újra telített gőzű kivitelben épültek.

### Kazán
A megfelelő kazánteljesítmény biztosítását Gölsdorf elsősorban a tűzszekrény méretének további növelésével kívánta megoldani. Ezért a 206-osok 106 sorozatú mozdonyokénál jóval mélyebb, így nagyobb felületű tűzszekrénnyel készültek és ennek érdekében a mozdony kazánját további 21 cm-rel magasabban helyezték el. A felfelé is megnövelt tűzszekrény lehetővé tette, hogy a tűzcsövek számát (módosított beosztással) 219 db-ra növeljék, ugyanakkor a tűzcsövek hosszát 50 cm-rel, 3900 mm-re csökkentették. Így a rövidebb hosszkazán csak két övből állt és a füstszekrény is valamivel hátrébb került, mely szintén a mozdony eleganciáját növelte. A magasabbra helyezett kazán miatt elmaradt az összekötőcső is a hátsó gőzdóm is. Az egyetlen, kisebb magasságú gőzdóm az első három mozdonynál az első kazánövre, a többinél hátrébb, az első kapcsolt kerékpártengely vonalába került. A 2 db Coale-rendszerű közvetlen rugóterhelésű biztonsági szelep a gőzdóm hátulsó oldala helyett – szintén esztétikai okokból – a tetejére került át.

### Gépezet
A gépezetet a 106 sorozatú mozdonyokról változtatás nélkül vették át.

### Keret és futómű
A keret és a futómű főbb elemei változatlanok maradtak, eltekintve a már ismertetett módosításoktól. A hajtott- és a kapcsolt kerékpárok tengelyeit a tengelyvonalban teljesen átfúrták.

### Segédberendezések
A mozdonyra Hardy-rendszerű 1902. évi típusú légűrfékhengert szereltek. A féktuskók a mozdony első hajtott kerékpárját hátulról, a másodikat elölről fékezték, valamint a futókerékpárok forgóvázközép felé eső oldalára is felszereltek egy-egy féktuskót 106 sorozatú mozdonyokkal azonos módon. Kedvezőtlen tapadási viszonyok esetén Gresham–Rihosek-rendszerű, gőzzel működtethető homokoló juttatott homokot a kapcsolt kerékpárok elé. A homoktartályt keretlemezek között helyezték el. A mozdonyokat hagyományos bajor rendszerű nagynyomású gőzfűtési berendezéssel látták el, Foster-rendszerű nyomáscsökkentő szeleppel kiegészítve.

### Szerkocsi
A 206 sorozatú mozdonyokhoz a kkStB egyik szabványos háromtengelyes szerkocsitípusát, az 56 sorozatú, későbbi példányoknál a 56 sorozatú szerkocsit kapcsolták. A külső keretes szerkocsi hossztartóit elöl a kapocsszekrény, hátul a vonószekrény kötötte össze. A tengelyek távolsága eltérő, az 1.–2. tengely között 1,7 m, a 2.–3. tengely között 1,5 méteres volt. A tengelyek rugózását laprugók biztosították, melyeket egymással nem kötöttek összes. A 156 sorozatnál szögletes víztartály tetejének két oldalán Gölsdorf-rendszerű töltővályút alakítottak ki, ezek között, a tartályba előre benyúlva helyezkedett el a felülről nyitott szénférő. A szerkocsi minden kerékpárját egy oldalról, hátulról fékezték.

## A sorozatgyártás
A 206 sorozatból a kkStB összesen 70 db-ot állított forgalomba. A mozdonyok szállítása az alábbiak szerint történt:
- 20601–20607: Bécsújhelyi Mozdonygyár, 1903–1904,
- 20608–20611: Lokomotivfabrik der StEG, 1903.,
- 20612–20618: Első Cseh–Morva Gépgyár (BMMF), 1904.,
- 20619–20621, 206.22–27: Bécsújhelyi Mozdonygyár, 1904–1905,
- 206.28–33: Első Cseh–Morva Gépgyár (BMMF), 1905–1906,
- 206.34–36: Floridsdorfi Mozdonygyár, 1906.,
- 206.37–41: Bécsújhelyi Mozdonygyár, 1905.,
- 206.42–50: Első Cseh–Morva Gépgyár (BMMF), 1906.,
- 206.51–60: Lokomotivfabrik der StEG, 1907.,
- 206.61–70: Bécsújhelyi Mozdonygyár, 1907.

Az összeállításból is látható, hogy a mozdonyok számozása 1905-től, a kkStB módosított jelölési rendszere szerint kismértékben megváltozott: ennél a sorozatnál az egyedüli változást az jelentette, hogy a sorozatjel és pályaszám közé pont került. Az újabb mozdonyokat már így szállították, a korábbiakon a jelölést módosították.
A mozdonyok a Monarchiában ekkor kötelező módon hadijelet is kaptak, mely a 6 és 106 sorozatéval megegyezően  {\displaystyle {\tfrac {\mathrm {II\ 275} }{\mathrm {B} _{3}}}}  lett.

## Üzemük az első világháború végéig
A 206 sorozatú mozdonyok 6 sorozat és 106 sorozatú mozdonyokat váltották fel a kkStB legfontosabb vonalain. Állomásításuk az alábbiak szerint alakult 
- Wien I és II,
- Linz,
- Prága–Nusle,
- Lemberg (ma: Lviv),
- Stanislau (ma: Ivano-Frankivszk).

Elődjeikhez hasonlóan a legfontosabb vonatok továbbítására használták fel, így például az Orient expressz és az Ostende–Wien expressz élén, a karlsbadi fürdővonatok vontatására Egerig (Cheb), valamint különféle Prágába tartó gyorsvonatok továbbításához.

## Az első világháború után
Az első világháború alatt két mozdony orosz hadizsákmány lett. A megmaradt mozdonyok közül a háborút követően a kkStB mozdonyállagának felosztása után a 206-osok közül
- 44 db a BBÖ-höz,
- 15 db a ČSD-hez,
- 11 db a PKP-hez került.

### Ausztria
A BBÖ a mozdonyokat változatlan sorozatjellel és pályaszámmal sorozta be állagába. A 106 sorozathoz hasonlóan viszonylag kis teljesítményük miatt viszonylag kevés „testhez álló” feladat várt rájuk, egyszerű szerkezetük miatt azonban egy részük az 1930-as évek végéig könnyű személyvonatokat továbbított a Bécs környéki elővárosi vonalakon, Stájerországban és Vorarlbergben. Nagy kerékátmérőjük és kompaund gépezetük miatti hosszú kipufogási periódusukból adódóan e gyakori indításokat igénylő vonatokkal csak nehezen tudtak megbirkózni. Bár néhány mozdonyra korszerűsítésképpen még Dabeg-rendszerű tápszivattyút is szereltek, 1932 és 1937 között a 206-osok nagy részét selejtezték.
1937-ben még az alábbi fűtőházaknál üzemeltek:
- Wien West,
- Wien Nordwest,
- Wien FJB,
- Wien Süd és
- Knittelfeld.

Az Anschlusst követően csak 17 mozdonyt vett át a DRB és a 13 151–167 pályaszámokkal látta el őket, de már rövidesen csak fűtő- és mosóberendezésként üzemeltek.

### Csehszlovákia
A ČSD az első években a korábbi sorozat- és pályaszámokon üzemeltette a járműveket. A Monarchia vasúttársaságai járműparkjának végleges felosztása után, 1925-ben bevezetett jelölési rendszerébe 14 db mozdonyt vett fel 265.001–14 pályaszámokkal. A szerkocsik az 517.0 és 516.0 sorozatjelet kapták. Az utolsó példányokat 1948-ban törölték az állagból.

### Lengyelország
A PKP-nál a Pd 14-1–11 pályaszámot kapott mozdonyokat hat példány kivételével 1938-ig leselejtezték. A megmaradtak a DRB-hez kerültek, ahol három a már állagból törölt BBÖ-eredetű gépek pályaszámait (13 501{\displaystyle {}^{II}}–503{\displaystyle {}^{II}}) kapta, három pedig a következő szabad számokat (13 168–170). A háború után az egyik példányt a JDŽ 111-001 pályaszámmal állagba vette, majd 1949-ben visszaadta a PKP-nek, mely még abban az évben selejtezte. További példányok is visszakerültek a PKP-hez, ahol még kettőt vettek fel a régi-új számozási rendszerbe, a pályaszám-tömörítés érdekében Pd 14-1{\displaystyle {}^{II}}–2{\displaystyle {}^{II}} pályaszámokkal, de néhány évvel később ezeket is kiselejtezték.

## A Déli Vasútnál
A Déli Vasút (SB/DV) 106 sorozathoz hasonlóan a 206 sorozatból is beszerzett több példányt. Az SB/DV az előbbi típushoz hasonlóan csak néhány változtatást igényelt, így például:
- a közvetlen rugóterhelésű biztonsági szelepeket a gőzdóm teteje helyett annak hátsó részére szerelték,
- a légűrfék mellé a vonatok fékezéséhez Westinghouse rendszerű légsűrítőt és fékezőszelepet szereltek fel rájuk,
- a fényszórókat az SB/DV-nél szokásos módon nem a mellgerendára, hanem a füstszekrény két oldalára, a futóhíd elejére szerelték fel.

A Déli Vasút összesen 19 db 206-ost szerzett be, ezek közül:
- 13 db-ot ausztriai vonalaira:
133–136 pályaszámmal 1905–1906 között, valamint
138–139 és 154–160 pályaszámmal 1907–1908 között a Bécsújhelyi Mozdonygyártól,
- 6 db-ot magyarországi vonalaira:
130–131 pályaszámmal 1904-ben,
132 és 137 pályaszámmal 1906-ban, valamint
161–162 pályaszámmal 1908-ban a Magyar Királyi Állami Vasgyáraktól, mely a mozdonyokat az 64. szerkezetszámon készítette el. A mozdonyokat a kkStB 156 sorozatához nagyon hasonló, de 17 m³-esre bővített víztartályú és 8,2 tonnás szénférőjű szerkocsikkal szállították, melyek az SB/DV-nél az 56a sorozatjelet kapták. (Budapesten a szerkocsik az S 19{\displaystyle {}^{3-4}} szerkezetszámon készültek)

Az előbbi mozdonyokat Bécs , Innsbruck, Bozen és Marburg a. d. Drau, utóbbiakat Nagykanizsa fűtőházhoz osztották be. Az osztrák vonalakon többek között a Bécs–Nizza–Cannes expresszt továbbították Gloggnitzig és az Etsch-völgyön keresztül közlekedő luxusvonatok, mint pl. a Berlin–Róma expressz, valamint a Berlin–Verona között közlekedő Nord–Süd expressz élén is rendszeresen 206 sorozatú mozdonyokat láthatott az utazó. A magyar vonalszakaszon a mozdonyok az országhatár–Nagykanizsa–Székesfehérvár–Budapest-Déli fővonalon továbbították a személyszállító vonatokat, később a vonat tömegének növekedésével a Nagykanizsa–Szombathely–Sopron–Bécsújhely vonalon is megjelentek. Az osztrák példányokat 1915. elejére két fűtőháznál: Bozenben (7 db) és Innsbruckban (6 db) vonták össze.

### Sorsuk az első világháború után
Az első világháború után 1923-ban a Római Egyezmény osztotta fel a Déli Vasút járműállományát az utódállamok között. A 206 sorozatú mozdonyokból
- az FS 15 db,
- a DSA 4 db mozdonyt kapott.

#### Olaszország
Az FS 555.001–015 pályaszámmal sorozta be a mozdonyokat az állagába és 1933–1934-ben selejtezte azokat.

#### Magyarország
A mozdonyokat változatlan pályaszámmal átvette a Déli Vasút magyarországi jogutódja, a Duna–Száva–Adria Vasút (DSA). A Balaton déli partja mentén húzódó vonal növekvő forgalma miatt továbbra is Nagykanizsa honállomású mozdonyokat a Nagykanizsa–Szombathely–Sopron–Bécsújhely vonalon üzemeltette.
A DSA 1932-es állami kezelésbe vételével, a MÁV módosított harmadik vontatójármű-számozási rendszerében a mozdonyok rendre a 225,301–304 pályaszámot kapták. A pályaszámtáblákon a „MÁV (Sud)” tulajdonjelzés szerepelt. A szerkocsik típusjele D lett. A mozdonyok légűrfékjét Westinghouse-rendszerű légnyomásos fékre cserélték.
A mozdonyok végig „hűségesek” maradtak a nagykanizsai fűtőházhoz.
A második világháború után két mozdony hadizsákmányként Jugoszláviában maradt, ahol a JDŽ az egyiket 103-001{\displaystyle {}^{II}} pályaszámon állagba vette, azonban rövidesen az is selejtezte. Egy további mozdony Németországba került, ahonnan csak 1952-ben tért haza. Az elavult mozdonyt már nem helyezték üzembe, hanem a rákövetkező évben selejtezték. Egyetlen, itthon maradt társát pedig a MÁV már 1951-ben törölte az állagából.